# Повітряна тривога (застосунок)
Повітряна тривога — додаток, що інформує про початок і завершення повітряних, хімічних, техногенних та інших тривог системи цивільної оборони. Застосунок надсилає сигнали навіть у беззвучному або сплячому режимі смартфона.

## Історія
З початком повномасштабного вторгнення Росії в Україну стало очевидним, що загроза авіаударів і ракетних обстрілів стосується кожного. У спальних районах великих міст сигнали тривоги часто були недостатньо чутними. Удень громадяни зберігали пильність, однак у нічний період проблема посилювалася через складнощі із забезпеченням оперативного інформування про небезпеку.
Застосунок «Повітряна тривога» був розроблений командою Stfalcon у співпраці з Ajax Systems за підтримки Міністерства цифрової трансформації України. Перші версії додатку команди створили за кілька днів, а повний цикл розробки від ідеї до релізу тривав лише один день — на 4 день повномасштабної війни. CEO Stfalcon, Степан Танасійчук, запропонував ідею розробки застосунку, що і стало офіційним додатком всіх українців від березня 2022 року до сьогодні.
На 5 день після початку повномасштабного вторгнення додаток для сповіщення про повітряні тривоги почав функціонувати у Вінниці та Хмельницькому, залучивши 40 000 користувачів. 6 дня відбувся офіційний реліз, після якого кількість користувачів зросла за годину до 1 млн. Упродовж кількох днів застосунок охопив усю Україну, що стало можливим завдяки співпраці з Міністерством цифрової трансформації та залученню місцевих адміністрацій усіх регіонів країни. 
Початкову ідею створення додатка запропонувала компанія Stfalcon.com, також Stfalcon відповідала за запуск, державну інтеграцію, тестування, створення системи підтримки користувачів, розробку мапи тривог і віджетів. До створення відділу підтримки долучилися маркетингова агенція «The Kasta» та команда «Fwdays», які організували його з нуля. 

## Розробка
Серед основних функцій застосунку виділяється інтерактивна мапа тривог по всій території України, яка включає історію початку та завершення тривог. Додаток інформує користувачів про п'ять основних типів небезпеки:
- повітряна тривога;
- артилерійський обстріл;
- вуличні бої;
- хімічна загроза;
- радіаційна небезпека.

Дані про всі види загроз надходять від відповідальних операторів обласних адміністрацій, а координація тривог здійснюється черговими службами ДСНС. Для кожного типу тривоги розроблено унікальні сповіщення, які супроводжуються звуковими сигналами та текстовими рекомендаціями дій, залежно від виду небезпеки.
Завдяки численним запитам користувачів команда Stfalcon реалізувала функцію мультипідписки, яка дозволяє отримувати сповіщення від п'яти різних регіонів, ОТГ або областей. Додатково запроваджено функцію розділення гучності сигналів на «Гучність тривоги» та «Гучність відбою», що сприяє комфортнішому користуванню додатком у нічний час.
У лютому 2024 року застосунок було доповнено спеціальними сповіщеннями від Цивільного Захисту України про різноманітні загрози, стихійні явища та інструкції для подальших дій. У березні 2024 року в додатку з'явилася функція попередження про підвищену небезпеку в окремих громадах і містах.
У версії 6.0, реалізовано нові можливості: користувачі отримують додаткові сповіщення про наближення ракет чи безпілотників, що підвищує ефективність інформування у критичних ситуаціях. У оновленій версії додатку передбачено можливість налаштування гучності сповіщень для повідомлення «Підвищена небезпека!». Крім того, користувачі отримуватимуть додаткові сповіщення у разі, якщо повідомлення «Підвищена небезпека!» припинять надходити, що забезпечує підвищений рівень інформування про зміну стану загрози.
На екрані сповіщення про загрозу реалізовано функцію переходу до створеного командою Stfalcon телеграм-бота «Укриття!»[неавторитетне джерело]. Цей бот надає можливість оперативно знайти найближче укриття, використовуючи геолокацію користувача та інтерактивну мапу, що підвищує рівень безпеки у надзвичайних ситуаціях.
Станом на 2025 рік застосунок «Повітряна тривога» значно розширила свої функціональні можливості порівняно з першими релізами, що відбулися у березні 2022 року.

### Корисні посилання у застосунку[5]:
- Чатботи, які рятують життя
- Перша медична допомога
- Допомога з житлом
- Аптека психологічної самодопомоги

## Благодійність
Stfalcon долучилася до збору коштів, організованого Марком Геміллом та фондом UNITED24, на дрони-розвідники. У рамках цієї ініціативи команда розробників Stfalcon інтегрувала банер із закликом до пожертв у додатку, що сприяло збору 10 млн грн.
У листопаді 2023 благодійна ініціатива — проєкт «Безпечне небо», започаткований професором Єльського університету Тімоті Снайдером — була прямована на придбання системи ситуаційного оповіщення Повітряних сил ЗСУ загальною вартістю $950 000. Користувачі мають можливість зробити внесок безпосередньо через додаток або на сайті UNITED24.

## Нагороди
Наказом Міністерства цифрової трансформації України № KB33 від 10 липня 2023 року компанія Stfalcon була визнана критично важливою для функціонування економіки та забезпечення життєдіяльності населення. Відповідно до наказу, Stfalcon має важливе значення для галузі національної економіки в сфері цифровізації, зокрема завдяки своїй ролі в розробці технологічних рішень, які сприяють цифровій трансформації країни та підвищенню безпеки громадян.

### #WeArePlay
У 2023 році Google Play запустив ініціативу #WeArePlay, яка зібрала 126 історій незалежних розробників додатків з усієї Європи. Кампанія була спрямована на висвітлення досвіду підприємців, які перетворили свої ідеї на інноваційні цифрові продукти, що сприяють позитивним змінам у суспільстві. Серед учасників кампанії представлено три українські компанії: Reface, BetterMe та Stfalcon. Компанія Stfalcon отримала визнання за створення додатку «Повітряна тривога», який став важливим інструментом для забезпечення безпеки громадян України під час воєнного стану.

### European Excellence Award
У грудні 2023 року мобільний застосунок «Повітряна тривога» був відзначений премією European Excellence Award у сфері комунікацій та зв'язків із громадськістю. Ця нагорода є визнанням високого рівня інноваційності та значущості проєкту, спрямованого на забезпечення ефективного інформування громадян про небезпеки та підвищення безпеки населення в умовах надзвичайних ситуацій.

### Перша премія DOU
У березні 2024 року, в рамках першої премії DOU,[первинне джерело] яка відзначає найкращі проєкти, що мають значний внесок у розвиток української ІТ-індустрії, компанія Stfalcon була визнана одним із переможців. Премія була присуджена за досягнення в розробці соціально-орієнтованих проєктів, зокрема «Повітряна тривога» та «Мапа повітряних тривог». Внесок компанії полягає в створенні інноваційних рішень, орієнтованих на підвищення безпеки громадян України та захист їхнього життя під час воєнного стану, що є особливо актуальним в умовах сучасних загроз.